# 斑点楮头红
斑点楮头红（学名：Sarcopyramis napalensis var. maculata）为野牡丹科肉穗草属下的一个变种。

## 扩展阅读
- 維基物種上的相關：斑点楮头红